# مارکو اوسیو
مارکو اوسیو (انگلیسی: Marco Osio؛ زادهٔ ۱۳ ژانویهٔ ۱۹۶۶) بازیکن فوتبال اهل ایتالیا است.
از باشگاه‌هایی که در آن بازی کرده‌است می‌توان به باشگاه فوتبال تورینو، باشگاه فوتبال پارما، باشگاه فوتبال پیستویزه، باشگاه فوتبال پالمیراس، و باشگاه فوتبال امپولی اشاره کرد.